# Ernst Pickardt

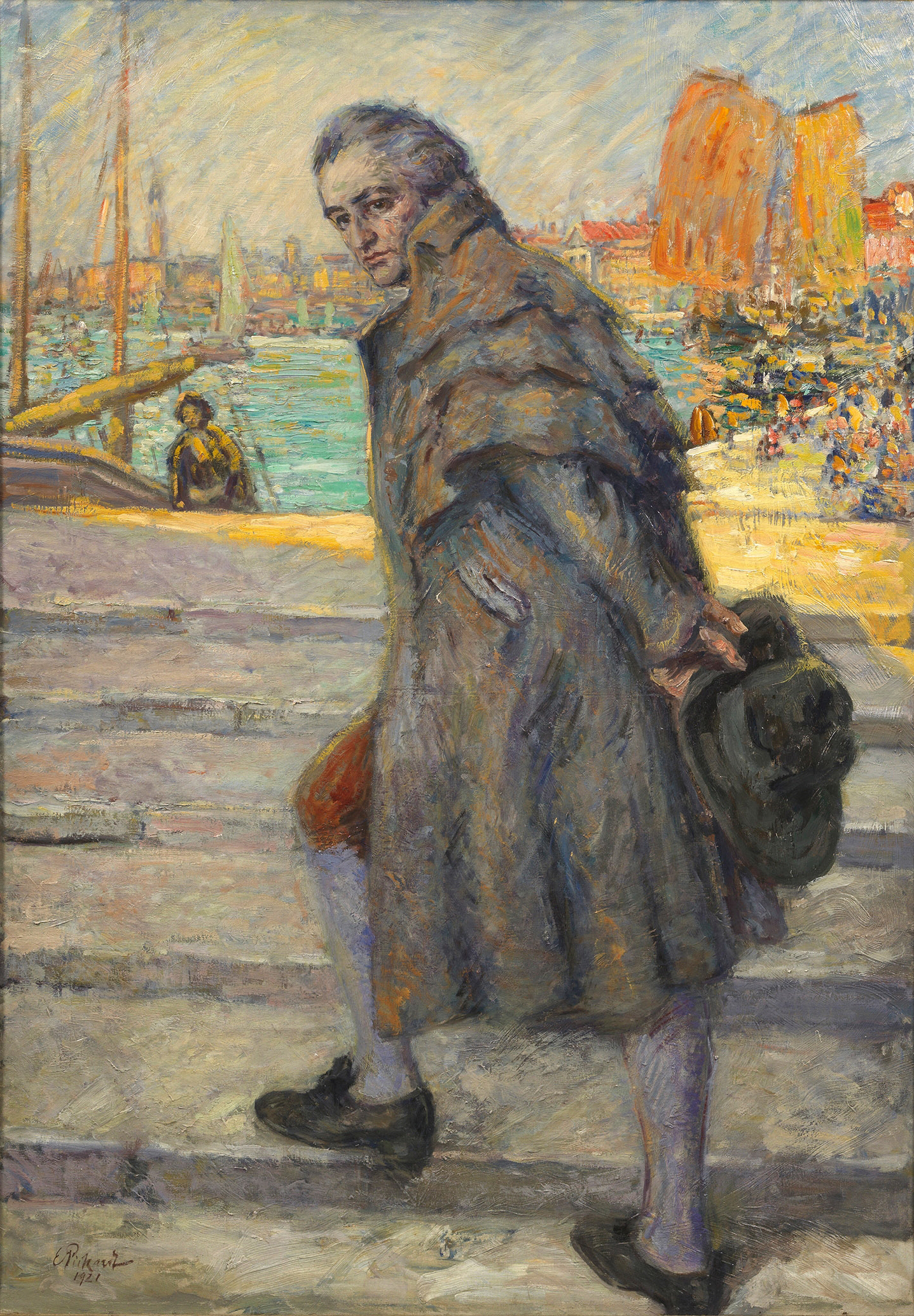
Goethe in Venedig

Ernst Pickardt (* 1. August 1876 in Berlin; † 7. Mai 1931 ebenda) war ein deutscher Bildnis-, Landschafts- und Blumenmaler, Grafiker und Illustrator.
Ernst Pickardt entstammte einer bürgerlichen jüdischen Familie. Er studierte zunächst Medizin. Nach dem abgebrochenen Medizinstudium, unter dem Rat des Künstlers Paul Meyerheim studierte er danach Malerei an der Königlich Preußischen Akademie der Künste bei Max Körner.
Nach dem Studium unternahm Pickardt Studienreisen nach Frankreich, Italien und England.
Ernst Pickardt war Mitglied der Freien Vereinigung der Grafiker in Berlin.

## Einzelnachweis
1. ↑  StA Charlottenburg I, Sterbeurkunde Nr. 345/1931

| Personendaten    | Personendaten                             |
| ---------------- | ----------------------------------------- |
| NAME             | Pickardt, Ernst                           |
| KURZBESCHREIBUNG | deutscher Maler, Grafiker und Illustrator |
| GEBURTSDATUM     | 1. August 1876                            |
| GEBURTSORT       | Berlin                                    |
| STERBEDATUM      | 7. Mai 1931                               |
| STERBEORT        | Berlin                                    |